# Irina Prokhorova
Irina Prokhorova (Moscou, 3 mars 1956) est une journaliste, rédactrice en chef et éditrice russe.

## Biographie
Elle est née en 1956 à Moscou au sein d'une famille ayant gardé le souvenir des répressions staliniennes. Elle est la sœur de Mikhaïl Prokhorov, un homme d'affaires russe devenu milliardaire à la fin du XXe siècle, grâce à la privatisation de nombreuses entreprises et conglomérats russes. Docteure en philologie, elle choisit de ne pas suivre une carrière universitaire. Elle travaille à la télévision puis dans une revue littéraire académique, Literatournoïe obozrenie (ru).
À la suite de la glasnost dans la deuxième moitié des années 1980 puis à la chute du mur de Berlin en 1989, elle s'enthousiasme pour l'espérance de liberté qui semble émerger en Union soviétique. Elle monte sur les barricades en 1991 construites par quelques Moscovites pour s'opposer à la tentative de coup d'État contre Mikhaïl Gorbatchev. En 1992, elle lance une revue littéraire, NLO (Novoïe literatournoïe obozrenie), puis une maison d'édition de même nom (ru).
Avec son frère en 2004, elle crée et dirige une fondation caritative, la fondation Mikhaïl-Prokhorov (ru), soutenant des initiatives culturelles en Russie et plus ponctuellement à l'étranger,.